# Monkey Wrench
Singles de Foo Fighters
Alone+Easy Target
(1996) Everlong
(1997)
Monkey Wrench est le premier single du groupe de rock Foo Fighters issu de l'album The Colour and the Shape sorti en 1997. La chanson parle de la désintégration du mariage de Dave Grohl et de Jennifer Youngblood. Il existe un clip vidéo pour cette chanson, qui a été supervisée par Dave Grohl.

## Utilisation
La chanson est jouable dans le jeu vidéo Guitar Hero II et Guitar Hero: Smash Hits, ainsi que dans la version Nintendo DS, Band Hero. La chanson, avec le reste de l'album, est sorti en tant que contenu téléchargeable pour la série de jeux vidéo Rock Band le 13 novembre 2008, à l'exception d'Everlong, qui est téléchargeable uniquement dans Rock Band 2. La chanson est aussi utilisée pour le générique de fin d'un épisode de Daria. La chanson apparait dans l'épisode Pilot de Molusco, il est probable qu'elle devait être utilisée dans le générique de la série.

## Liste des titres
CD1:
1. Monkey Wrench
2. Up in Arms (version lente)
3. The Colour and the Shape

CD2:
1. Monkey Wrench
2. Down in the Park (reprise de la chanson de Gary Numan)
3. See You (version acoustique)

Vinyl:
1. Monkey Wrench
2. The Colour and the Shape

## Membres du groupe lors de l'enregistrement de la chanson
- Dave Grohl - Chant, guitare, batterie
- Pat Smear - Guitare
- Nate Mendel - Basse

## Classements

### Classements hebdomadaires
| Classement (1997)                         | Meilleure position |
| ----------------------------------------- | ------------------ |
| Australie (ARIA)                          | 17                 |
| Canada (RPM Rock/Alternative)             | 3                  |
| Canada (RPM Top Singles)                  | 37                 |
| États-Unis (Alternative Songs)            | 9                  |
| États-Unis (Mainstream Rock Tracks chart) | 9                  |
| Royaume-Uni (UK Singles Chart)            | 12                 |
| Royaume-Uni (UK Rock Chart)               | 1                  |

### Classements dans les magazines
La chanson a été placée :
- no 48 dans le magazine Kerrang dans le classement nommé 100 Greatest Rock Tracks Ever (Les 100 plus grands titres de rock) en 1999.
- no 26 dans le magazine Kerrang dans le classement nommé 100 Greatest Singles of All Time (Les 100 plus grands singles de tous les temps) en 2002.
- no 65 dans le magazine Q dans le classement nommé 100 Greatest Songs Ever!! (Les 100 plus grandes chansons de tous les temps).

## Certifications
| Pays              | Certification | Unités certifiées |
| ----------------- | ------------- | ----------------- |
| Royaume-Uni (BPI) | Or            | 400 000           |